# ليلى (فلم 1997)
ليلى فيلم دراما إيراني من إخراج داريوش مهرجوئي.

## القصة
ليلى ورضا زوجان إيرانيان، راضيان عن زواجهما. ومع ذلك، علمت ليلى أنها غير قادرة على الإنجاب. تصر والدة رضا على أنه بصفته الابن الوحيد، يجب أن يكون لديه أطفال، على الرغم من إصرار رضا على أنه لا يريد أطفالًا، وتقترح أمه عليه أن يتزوج مرة ثانية. يرفض الفكرة بشدة. توافق ليلى على الزواج الثاني بعد ضغوط واصار من والدته رضا. لتقضي حياة سعيد لبعض الوقت مع زوجها رضا لبرهة ثم تمزق أم رضا المزعجة حياتهم في اليوم التالي.

## روابط اضافية
- مقالات تستعمل روابط فنية بلا صلة مع ويكي بيانات